# Melanospora caprina
Melanospora caprina är en svampart som först beskrevs av Elias Fries, och fick sitt nu gällande namn av Pier Andrea Saccardo 1883. Melanospora caprina ingår i släktet Melanospora och familjen Ceratostomataceae.  Arten är reproducerande i Sverige. Inga underarter finns listade i Catalogue of Life.